# Кінгстаун (Північна Кароліна)
Кінгстаун (англ. Kingstown) — місто (англ. town) в США, в окрузі Клівленд штату Північна Кароліна. Населення — 656 осіб (2020).

## Географія
Кінгстаун розташований за координатами 35°21′44″ пн. ш. 81°37′12″ зх. д. / 35.36222° пн. ш. 81.62000° зх. д. (35.362106, -81.620051).  За даними Бюро перепису населення США в 2010 році місто мало площу 4,56 км², уся площа — суходіл.

## Демографія
Згідно з переписом 2010 року, у місті мешкала 681 особа в 253 домогосподарствах у складі 180 родин. Густота населення становила 149 осіб/км².  Було 281 помешкання (62/км²).
Расовий склад населення:
| - 89,1 % — чорних або афроамериканців - 8,1 % — білих - 0,9 % — азіатів - 0,1 % — корінних американців |

До двох чи більше рас належало 1,0 %. Частка іспаномовних становила 1,0 % від усіх жителів.
За віковим діапазоном населення розподілялося таким чином: 26,6 % — особи молодші 18 років, 57,5 % — особи у віці 18—64 років, 15,9 % — особи у віці 65 років та старші. Медіана віку мешканця становила 39,3 року. На 100 осіб жіночої статі у місті припадало 89,7 чоловіків;  на 100 жінок у віці від 18 років та старших — 81,8 чоловіків також старших 18 років.
Середній дохід на одне домашнє господарство  становив 39 475 доларів США (медіана — 25 170), а середній дохід на одну сім'ю — 52 149 доларів (медіана — 36 000). Медіана доходів становила 27 143 долари для чоловіків та 26 563 долари для жінок. За межею бідності перебувало 27,4 % осіб, у тому числі 51,5 % дітей у віці до 18 років та 16,3 % осіб у віці 65 років та старших.
Цивільне працевлаштоване населення становило 243 особи. Основні галузі зайнятості: освіта, охорона здоров'я та соціальна допомога — 25,9 %, виробництво — 18,5 %, науковці, спеціалісти, менеджери — 15,2 %, транспорт — 13,6 %.